# Chad Allen (diễn viên)
Chad Allen (sinh ngày 5 tháng 6 năm 1974) là một cựu diễn viên người Mỹ. Bắt đầu sự nghiệp của mình khi mới 7 tuổi, Allen đã ba lần giành được Giải thưởng Nghệ sĩ Trẻ và Người được vinh danh Giải thưởng Truyền thông GLAAD. Anh là một thần tượng tuổi teen vào cuối những năm 1980 với vai David Witherspoon trong bộ phim gia đình Our House của đài NBC và vai Zach Nichols trong bộ phim sitcom My Two Dads của đài NBC trước khi chuyển sang sự nghiệp trưởng thành với vai Matthew Cooper trong bộ phim viễn tây của đài CBS Dr. Quinn: Medicine Woman. Anh tuyên bố từ giã sự nghiệp diễn xuất vào tháng 4 năm 2015.

## Đầu đời
Allen được sinh ra Chad Allen Lazzari vào ngày 5 tháng 6 năm 1974, ở Cerritos, California, và lớn lên ở Artesia. Anh có một người chị sinh đôi tên là Charity và một người anh trai tên là Steve Lazzari, người làm việc cho Công ty Đường sắt Union Pacific. Allen chủ yếu là người gốc Ý, có "liều" gốc Đức. Ông được nuôi dưỡng trong một gia đình Công giáo "nghiêm khắc" và tự coi mình là một "người có tâm linh sâu sắc" vì sự giáo dục của anh. Allen theo học Trường Trung học St. John Bosco ở Bellflower, California.

## Sự nghiệp sớm
Allen đóng vai khách mời trong một số loạt phim giờ vàng bao gồm một tập đầu của Airwolf mà anh được đề cử là 'Nam diễn viên trẻ xuất sắc nhất: Khách mời trong một loạt phim' tại Giải thưởng Thanh niên trong phim lần thứ 6 và St. Elsewhere, trong đó anh đóng vai trẻ tự kỷ Tommy Westphall (1983–88). Tập cuối của loạt phim, "The Last One", kết thúc với dấu hiệu rằng tất cả các cốt truyện của nó đều xảy ra trong trí tưởng tượng của Tommy. Năm 1983, anh xuất hiện trên Cutter to Houston, đóng vai "một đứa trẻ bị thương và phải được bác sĩ Hal Wexler (Alec Baldwin) đưa vào miệng chiếc trực thăng đang chờ sẵn". "Tôi nghĩ đó là công việc tuyệt vời nhất mà tôi từng nhận được", anh sau đó nói. Vai diễn thường xuyên đầu tiên của Allen là David Witherspoon trong Our House (1986–88). Năm 1989–90, anh có một vai định kỳ là Zach trong My Two Dads. Vai diễn hợp đồng tiếp theo của Allen là Matthew Cooper trong Dr. Quinn, Medicine Woman cùng với Jane Seymour (1993–98). Trong mùa cuối cùng tham gia chương trình "St. Elswhere", Allen đã hợp tác với chị gái Charity Allen của mình trong một tập của chương trình trò chơi dành cho trẻ em mang tên I'm Telling!.

## Tiết lộ và nhà hoạt động
Năm 1996, ở tuổi 21, Allen bị tiết lộ là đồng tính khi tờ báo lá cải The Globe của Mỹ đăng tải những bức ảnh anh hôn một người đàn ông khác trong bồn tắm nước nóng tại một bữa tiệc. Những bức ảnh được rao bán bởi một người tự nhận là bạn của cặp đôi. Allen kể từ đó đã trở thành một nhà hoạt động cho cộng đồng LGBT bên cạnh sự nghiệp diễn xuất và sản xuất tiếp tục của mình. Vào ngày 17 tháng 1 năm 2006, Allen xuất hiện trên kênh truyền hình Larry King Live của CNN với thị trưởng San Francisco Gavin Newsom để thể hiện quan điểm của mình trong một cuộc tranh luận về hôn nhân đồng giới. Allen cảm ơn Newsom vì nỗ lực hợp pháp hóa hôn nhân đồng giới trong thành phố. Allen đã được giới thiệu trên tạp chí The Advocate nhiều lần và đã xuất hiện trên ba trang bìa của nó.

## Sự nghiệp xa hơn
Bắt đầu với Third Man Out (2005), Allen đóng vai Donald Strachey, một thám tử tư đồng tính có mối quan hệ một vợ một chồng, trong một loạt phim điện ảnh truyền hình here! mạng dựa trên tiểu thuyết của Richard Stevenson. Phần tiếp theo, Shock to the System (2006), tiếp theo là On the Other Hand, Death (2008) và Ice Blues (2008). Tất cả đều lưu ý rằng Strachey là nhân vật đồng tính đầu tiên mà anh từng đóng ngoài rạp và rằng, mặc dù sự nghiệp của anh "khác" kể từ khi ra mắt, anh thấy nó "thú vị và vui vẻ hơn bao giờ hết đối với tôi."
Khi Allen được chọn vào vai nhà truyền giáo Cơ đốc giáo Nate Saint ngoài đời thực trong bộ phim chính kịch tài liệu End of the Spear (2006), một số Cơ đốc nhân bảo thủ đã chỉ trích các nhà sản xuất vì đã chọn một người đàn ông đồng tính công khai vào vai.
Năm 2007, Allen đóng vai chính trong bộ phim Save Me. Được phát triển và sản xuất bởi Allen, phim do Robert Cary đạo diễn và Robert Desiderio viết kịch bản. Save Me, một bộ phim khám phá phong trào đồng tính cũ, được công chiếu lần đầu tại Liên hoan phim Sundance 2007 và sau đó được hãng phim độc lập Fine Line Features chọn phân phối.
Từ tháng 6 đến tháng 8 năm 2008, Allen xuất hiện cùng Valerie Harper trong Looped, một vở kịch dựa trên cuộc đời của Tallulah Bankhead, tại Pasadena Playhouse ở Pasadena, California.
Bắt đầu từ ngày 23 tháng 9 năm 2008, Allen miêu tả mối quan tâm tình yêu của Dr. Kyle Julian trong năm tập của SOAPnet nối tiếp General Hospital: Night Shift, một phần phụ của vở kịch ABC Daytime General Hospital.

## Đời tư
Vào tháng 11 năm 2006, tờ The Los Angeles Daily News đã viết thông báo rằng bạn đời của Allen, Jeremy Glazer, cũng tham gia bộ phim Save Me. Trong một cuộc phỏng vấn vào tháng 9 năm 2008 với Out.com, Allen nói rằng anh hiện đang ở trong một mối quan hệ ba năm và đã tỉnh táo trong tám năm. Vào tháng 10 năm 2008, AfterElton.com tuyên bố bạn trai của mình là Glazer. Vào tháng 5 năm 2009, Allen đã nhận được Giải thưởng Truyền thông GLAAD: Giải thưởng Davidson/Valentini. Trong bài phát biểu nhận giải, anh nói rằng anh đã gặp Glazer, bạn đời của mình, đúng bốn năm trước đó. Họ chia tay vào năm 2015.
Vào tháng 4 năm 2015, Allen tuyên bố từ giã nghiệp diễn trong một video, nói rằng anh có kế hoạch trở thành một nhà tâm lý học lâm sàng. "Đó là một hành trình thú vị...làm việc trên các chương trình mà tôi đã phải làm trong nhiều năm. Tôi vô cùng biết ơn ngày hôm nay, tôi đã và sẽ luôn như vậy", thêm, "Cuộc sống của tôi đã đưa tôi đến một quỹ đạo rất khác và sau hơn 30 năm làm diễn viên, cách đây vài năm, tôi đã quyết định bắt đầu để phần đó của cuộc đời mình đi và tôi đang tập trung vào việc học của mình."
Allen tốt nghiệp Đại học California, Los Angeles vào tháng 6 năm 2015 với bằng Cử nhân Nghệ thuật Tâm lý học. Anh ấy được ghi danh với tên thật là Chad Allen Lazzari với tư cách là nghiên cứu sinh Tiến sĩ Tâm lý học tại Đại học Antioch New England.

## Các phim đã tham gia
| Năm         | Tựa phim                                              | Vai                          | Notes                                                       |
| ----------- | ----------------------------------------------------- | ---------------------------- | ----------------------------------------------------------- |
| 1981        | Simon & Simon                                         | Boy                          | Tập: "A Recipe for Disaster"                                |
| 1983–1988   | St. Elsewhere                                         | Tommy Westphall              | 11 tập                                                      |
| 1984        | Airwolf                                               | Ho Minh Truong               | Tập: "Daddy's Gone a Hunt'n"                                |
| 1984        | The New Leave It to Beaver                            | Doug Williams                | 2 tập                                                       |
| 1985        | Matt Houston                                          | Patrick                      | Tập: "The Nightmare Man"                                    |
| 1985        | Not My Kid                                            | Bobby                        | Điện ảnh truyền hình                                        |
| 1985        | The Bad Seed                                          | Mark Daigler                 | Điện ảnh truyền hình                                        |
| 1985        | Hotel                                                 | Bobby Cowley                 | Tập: "Sleeping Dogs"                                        |
| 1985        | A Death in California                                 | Glenn                        | 2 tập                                                       |
| 1985        | Code of Vengeance                                     | A.J. Flowers                 | Tập: "Code of Vengeance"                                    |
| 1985        | Punky Brewster                                        | Conrad Brian                 | 2 tập                                                       |
| 1985–1986   | Webster                                               | Rob Whitaker                 | 4 tập                                                       |
| 1986        | Happy New Year, Charlie Brown!                        | Charlie Brown                | Truyền hình đặc biệt (vai lồng tiếng)                       |
| 1986        | Help Wanted: Kids                                     | Coop                         |                                                             |
| 1986        | TerrorVision                                          | Sherman Putterman            |                                                             |
| 1986–1988   | Our House                                             | David Witherspoon            | 46 tập                                                      |
| 1987        | Tales from the Darkside                               | Sandy                        | Tập: "The Milkman Cometh"                                   |
| 1988        | I'm Telling!                                          | nhân vật khách mời nổi tiếng | Cùng với em gái của mình, Charity Allen                     |
| 1988        | Straight Up                                           | Ben                          | Không biết tập nào                                          |
| 1988        | Highway to Heaven                                     | Ricky Diller                 | Tập: "The Whole Nine Yards"                                 |
| 1988        | Hunter                                                | Danny Sanderson              | Tập: "Heir of Neglect"                                      |
| 1989–1990   | My Two Dads                                           | Zach Nichols                 | 21 tập                                                      |
| 1990        | Camp Cucamonga                                        | Frankie Calloway             | Điện ảnh truyền hình                                        |
| 1990        | Star Trek: The Next Generation                        | Jono/Jeremiah Rossa          | Tập: "Suddenly Human"                                       |
| 1991        | The Wonder Years                                      | Brad Patterson               | Tập: "The Yearbook"                                         |
| 1991        | DEA                                                   | Michael Stadler              | 2 tập                                                       |
| 1991        | Murder in New Hampshire: The Pamela Wojas Smart Story | William Flynn                | Điện ảnh truyền hình                                        |
| 1992        | ABC Weekend Special                                   | Sean                         | Tập: "Choose Your Own Adventure: The Case of the Silk King" |
| 1993        | Praying Mantis                                        | Bobby McAndrews              |                                                             |
| 1993        | In the Heat of the Night                              | Matt Skinner                 | Tập: "Every Man's Family"                                   |
| 1993–1998   | Dr. Quinn, Medicine Woman                             | Matthew Cooper               | 147 tập                                                     |
| 1998        | The Love Boat: The Next Wave                          | Pete Dougherty               | Tập: "How Long Has This Been Going On?"                     |
| 1999        | Total Recall 2070                                     | Eddie Miller                 | Tập: "First Wave"                                           |
| 1999 & 2004 | NYPD Blue                                             | Tommy Ibarra Kyle Tanner     | 2 tập                                                       |
| 2001        | What Matters Most                                     | Lucas Warner                 |                                                             |
| 2001        | A Mother's Testimony                                  | Kenny Carlson                |                                                             |
| 2001        | Do You Wanna Know a Secret?                           | Brad Adams/Bradley Clayton   |                                                             |
| 2002        | Sexy                                                  | Lồng tiếng 1                 |                                                             |
| 2002        | Getting Out                                           | Steve                        |                                                             |
| 2003        | Paris                                                 | Jason Bartok                 |                                                             |
| 2004        | Downtown: A Street Tale                               | Hunter                       |                                                             |
| 2005        | Cold Case                                             | Monty Fineman 1985           | Tập: "Kensington"                                           |
| 2005        | Third Man Out                                         | Donald Strachey              |                                                             |
| 2005        | Charmed                                               | Emrick                       | Tập: "Hulkus Pocus"                                         |
| 2005        | End of the Spear                                      | Nate Saint/Steve Saint       |                                                             |
| 2006        | The Pool 2                                            | Mark Casati                  |                                                             |
| 2006        | Criminal Minds                                        | Jackson Cally                | Tập: "The Tribe"                                            |
| 2006        | Shock to the System                                   | Donald Strachey              |                                                             |
| 2007        | Save Me                                               | Mark                         |                                                             |
| 2007        | Terra                                                 | Terrian Scientist            | Lồng tiếng                                                  |
| 2008        | On the Other Hand, Death                              | Donald Strachey              |                                                             |
| 2008        | Ice Blues                                             | Donald Strachey              |                                                             |
| 2008        | CSI: Miami                                            | Barry/Stan Carlyle           | Tập: "Bombshell"                                            |
| 2008        | General Hospital: Night Shift                         | Eric Whitlow                 | 5 tập                                                       |
| 2009        | Hollywood, je t'aime                                  | Ross                         |                                                             |
| 2009        | Fright Flick                                          | Brock                        |                                                             |
| 2010        | Spork                                                 | Loogie                       |                                                             |
| 2010        | Dexter                                                | Lance Robinson               | Tập: "Everything is Illumenated"                            |
| 2010        | For Better or for Worse                               |                              |                                                             |
| 2012        | Hollywood to Dollywood                                | Bản thân                     |                                                             |